# Йозеф Лада
Йозеф Лада (*17 грудня 1887, с. Грусице, Чехія — †14 грудня 1957, Прага) — чеський художник (сценограф і графік), карикатурист, ілюстратор і казкар, відомий передусім як творець ілюстрацій до «Пригод бравого вояка Швейка» і автор «Пригод кота Мікеша».

## Життєпис

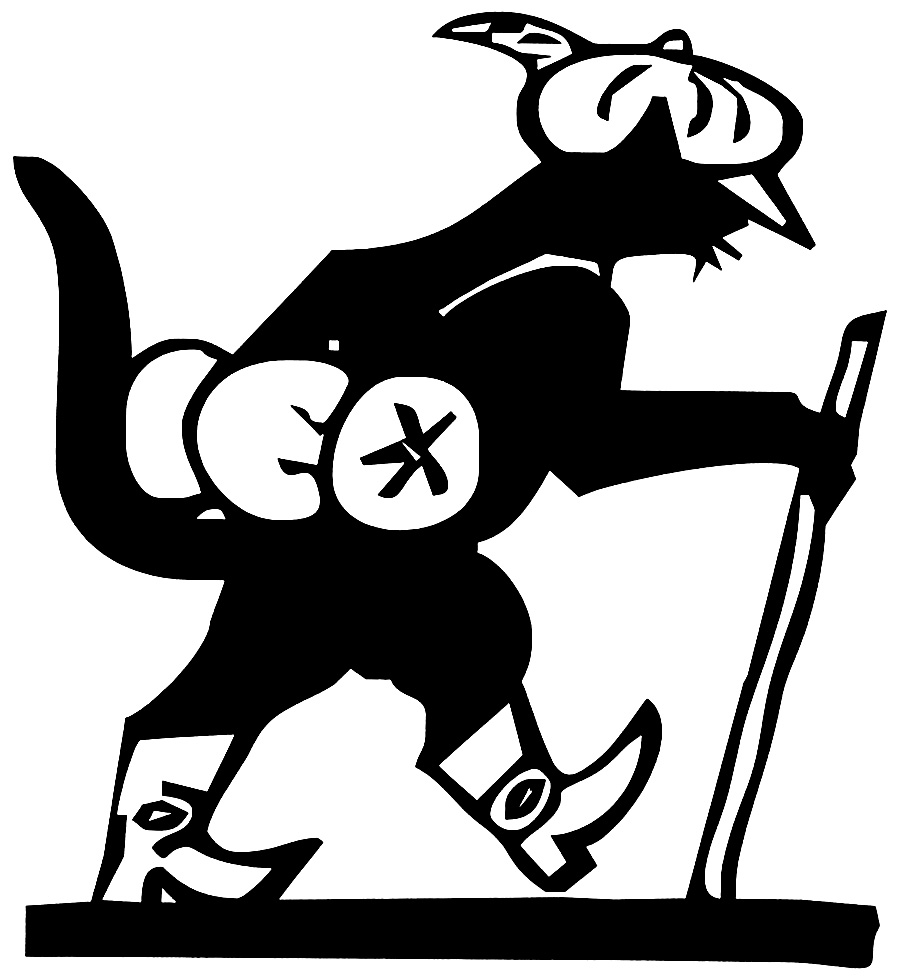
Кіт Мікеш

Народився в родині шевця в селі Грусице (близько 30 км на південний схід від Праги). Саме з околиць рідного села черпав пізніше натхнення до своїх картин і казок. Був самоуком, з часом розвинув власний стиль, якому притаманні сильна лінія й закруглені постаті. На характер його малюнків впливав брак просторового бачення, спричинений тим, що Йозеф змалку не бачив на праве око. За фахом був театральним художником (сценографом).
Написав численні казки та книжки для дітей, з яких найвідомішою є чотиритомник «Кіт Мікеш» (1934–1936), а також «Про мудру пані Гусінь» (1937).
Автор 1339 ілюстрацій до «Пригод бравого вояка Швейка», які на довгі десятиріччя сформували образ головного героя. Ілюстрував, крім того, інші книжки Ярослава Гашека, твори Карела Гавлічека-Боровського, казки Карела Яромира Ербена і Яна Дрди тощо.
Створював сценографію та костюми для Національного театру в Празі, був сценографом фільму «Жарти з дияволом» (1956, за однойменною п'єсою Яна Дрди).
Разом із Карелом Чапеком, Вітезславом Незвалом і Владиславом Ванчурою вважається співтворцем так званої «сучасної казки» в чеській літературі і за його твори Ладу вдостоєно 1947 року звання народного художника. У галузі образотворчого мистецтва створив протягом життя близько 400 картин і близько 15 000 ілюстрацій. Вони надихнули Ярослава Сейферта до видання збірки віршів «Хлопець і зірки» (1956), які є поетичним коментарем до найвідоміших творів Лади.
Був одружений з Ганою Ладовою (з Будеїцьких), з якою мав двох доньок — Алену (1925–1992) та Еву (1928–1945). Алена також стала художницею й ілюстраторкою, а 1963 року видала біографічну книжку про батька «Мій тато Йозеф».
Грусице та 17 навколишніх сіл задля розвитку туризму 2000 року об'єдналися в мікрорегіон «Країна Лади». В його рамках виникли, зокрема, дві освітні траси — «Стежка кота Мікеша» та «Казкове Грусице».
У 2007 році Чеське телебачення випустило анімаційний, музичний фільм «Чеська різдвяна меса» (Česká mše vánoční) режисера Павла Кубанта (Pavel Kubant). 43 хвилинний фільм побудований на музиці однойменної чеської різдвяної меси Якуба Яна Риби, а анімаційні персонажі взяті з картин народного вертепу Йозефа Лади. У кінострічці співають провідні національні артисти — Ярослава Вимазалова, Марі Мазазова, Бено Блахут, Зденек Крупа та Чеський хор у супроводі Празького симфонічного оркестру під керівництвом Йосифа Веселка. На органі грає Мілан Шлехта.